# 伊登鎮區 (堪薩斯州索姆奈縣)
伊登鎮區（英語：Eden Township）為美國堪薩斯州索姆奈縣轄下的鎮區。2010年美国人口普查中此鎮區人口有414人。

## 地理
伊登鎮區涵蓋總面積為95.3平方（36.81平方英里），其中陸地面積為95.3平方（36.81平方英里），水域面積為0平方（0.00平方英里）或0.00%。

## 人口統計
根據2010年美國人口普查，伊登鎮區人口有414人，其中男性有208人，女性有206人，人口密度為每平方公里4.34人，住房計170戶。鎮區內的白人有401人，非裔美國人有0人，美洲原住民有2人，亞裔美國人有1人，太平洋島裔美國人有0人，其他種族有3人，混血種族則有7人。此外鎮區內有2人為西班牙裔或拉丁裔美國人。此鎮區之年齡中位數為40.3歲，而男性年齡中位數為41.5歲，女性年齡中位數為39.3歲。

## 交通

### 主要公路
- 2號堪薩斯州州道
- 42號堪薩斯州州道